# Henryk Marszałek
Henryk Marszałek (ur. 7 lipca 1957) – polski geolog, doktor habilitowany nauk o Ziemi, profesor uczelni na Uniwersytecie Wrocławskim, dziekan Wydziału Nauk o Ziemi i Kształtowania Środowiska tej uczelni w kadencjach 2016–2020 i 2020–2024.

## Życiorys
W 1983 ukończył studia na Uniwersytecie Wrocławskim. Doktoryzował się w 1994 na Wydziale Nauk Przyrodniczych macierzystej uczelni na podstawie rozprawy pt. Warunki hydrogeologiczne zlewni Kamiennej w Sudetach Zachodnich, której promotorem była profesor Tatiana Bocheńska. Stopień naukowy doktora habilitowanego uzyskał w 2008 na UWr w oparciu o pracę zatytułowaną: Kształtowanie zasobów wód podziemnych w rejonie Kotliny Jeleniogórskiej.
Zawodowo związany z Uniwersytetem Wrocławskim, na którym objął stanowisko profesora nadzwyczajnego (po zmianach prawnych profesora uczelni). W 2004 został kierownikiem Zakładu Hydrogeologii Stosowanej. W latach 2008–2012 był zastępcą dyrektora Instytutu Nauk Geologicznych, w następnej kadencji (2012–2016) pełnił funkcję dyrektora tej jednostki. W kadencjach 2016–2020 i 2020–2024 był dziekanem Wydziału Nauk o Ziemi i Kształtowania Środowiska UWr.
Specjalizuje się w hydrogeologii. Opublikował ok. 80 prac, wypromował trzech doktorów nauk o Ziemi.
Został członkiem Polskiego Towarzystwa Geologicznego (1990) oraz International Association of Hydrogeologists (1992).